# Žernovice
Žernovice település Csehországban, a Prachaticei járásban. Žernovice Prachatice, Vitějovice, Nebahovy és Těšovice településekkel határos. Lakosainak száma 342 fő (2024. január 1.).

## Népesség
A település lakosságának változását az alábbi diagram mutatja:
| Lakosok száma | 455  | 488  | 429  | 277  | 181  | 256  | 286  | 314  | 295  | 342  |
|               | 1869 | 1900 | 1921 | 1961 | 1980 | 2011 | 2016 | 2019 | 2021 | 2024 |